# Betpakdalite-CaCa
La betpakdalite-CaCa è un minerale. Fino al 2011 era conosciuta come betpakdalite.